# I'm Waking Up to Us
I'm Waking Up to Us är en singel av Belle and Sebastian, släppt på Jeepster Records år 2001. Omslaget består av bandmedlemmen Sarah Martin tillsammans med en hund. Alla låtar på singeln finns med på Push Barman to Open Old Wounds.

## Låtlista

### CD
1. "I'm Waking Up to Us" – 3:51
2. "I Love My Car" – 5:14
3. "Marx and Engels" – 3:44